# Ariga Nagao
En aquest nom japonès, el cognom és Ariga.
Ariga Nagao (japonès: 有賀長雄; 13 de novembre de 1860 – 17 de maig de 1921) va ser un jurista i sociòleg japonès, especialista en dret internacional, que va ser assessor del govern japonès i xinès.

## Biografia
Va néixer a Osaka, fill d'Ariga Nagachika, un poeta de final del període Edo i de començament del període Meiji. Graduat en Filosofia a la Universitat de Tòquio el 1882. A la universitat va ser assistent del professor Ernest Fenollosa, del qual va traduir dos volums del seu estudi sobre l'art oriental titulat Tōa Bijutsu Shikō. Després va continuar els seus estudis a la Universitat de Berlín, la de Universitat de París, a més d'assistir i traduir una conferència de Lorenz von Stein a Viena. Quan va tornar al Japó va treballar per al govern i el ministeri d'agricultura i de comerç.

### Acadèmic
Ariga va ser acadèmic literari especialitzat en sociologia i dret internacional, capdavanter al Japó a partir de la dècada de 1890 en aquest darrer àmbit. Va ser l'autor de Shakaigaku («Sociologia», 1882), primer llibre sobre sociologia sistemàtica al Japó, basada en la teoria de Herbert Spencer. Una altra de les seves primeres obres va ser Kokkugaku («Estudis de la Nació», gener de 1889), que va anticipar elements de la futura Constitució Meiji abans de la seva promulgació, en la qual descriu els elements de la societat que havien de conformar el nou Japó constitucional, amb idees i terminologia d'influència alemanya; l'obra va tenir tant d'èxit, que va haver de ser reimpresa dos mesos després. També va fer una versió sistematitzada de les ciències culturals orientals, integrant filosofia, història i literatura, un treball titulat Seimon Tetsugaku-ron, que compren el segon volum de l'obra Bungaku Shōsho, i una altra anomenada Bungaku-ron, proposant una teoria de la literatura que posa èmfasi en la barreja harmoniosa dels diversos elements que integren una obra literària.
Des de l'any 1898 va ensenyar sociologia i dret internacional al Col·legi de l'Exèrcit i a les universitats de Tòquio i de Waseda.

### Assessor
Com a professor de dret internacional, Ariga va començar a assistir a trobades amb oficials governamentals per debatre diversos aspectos legals i de terminologia. Durant la Primera Guerra Sinojaponesa (1894-1895) Itō Hirobumi el va fer cridar com a assessor en matèria de dret internacional, a diferència d'anys anteriors, quan s'havia cridat a Gustave Boissonade, quelcom que demostra que aquesta mena d'afers havien passat a ser tractats pròpiament pels japonesos. A començaments de 1894, abans d'esclatar la guerra, Ariga havia escrit un tractat sobre lleis de guerra mentre ensenyava a classe aquestes teories als oficials destinats a guerra. Des d'aquell any va començar a treballar com a empleat estatal, com a assessor legal del Segon Exèrcit, comandat pel ministre de Guera, Oyama Iwao, destinat al front de guerra a la Xina.
El 1913 va acceptar la invitació per ser assessor legal de Yuan Shikai, a la nova república xinesa, per tal de confeccionar un esborrany de constitució, on va comptar amb la col·laboració de Nakae Ushikichi. Ariga dubtada que la Xina estigués preparada per implantar una democràcia liberal i va recomanar un equilibri entre monarquia i república. Quan el govern del Japó va enviar les 21 demandes a la Xina, incloent-hi concessions territorials, tot i no ser un demòcrata radical Ariga s'hi va oposar i quan va tornar al Japó, el gener de 1915, va intervenir en les negociacions informant al genro, Inoue Kaoru, de les accions del ministre d'exteriors, Katō Kōmei, que va ser castigat per la seva insensibilitat. Furiós per aquesta interferència, el ministre va acusar Ariga de ser un espia de Yuan Shkai i va atiar els fanàtics de la societat ultranacionalista Shoshikai, que el van calumniar en moltes reunions públiques i fins i tot van atemptar contra la seva vida, raó per la qual va haver de ser posat sota protecció oficial.